# Perihélium

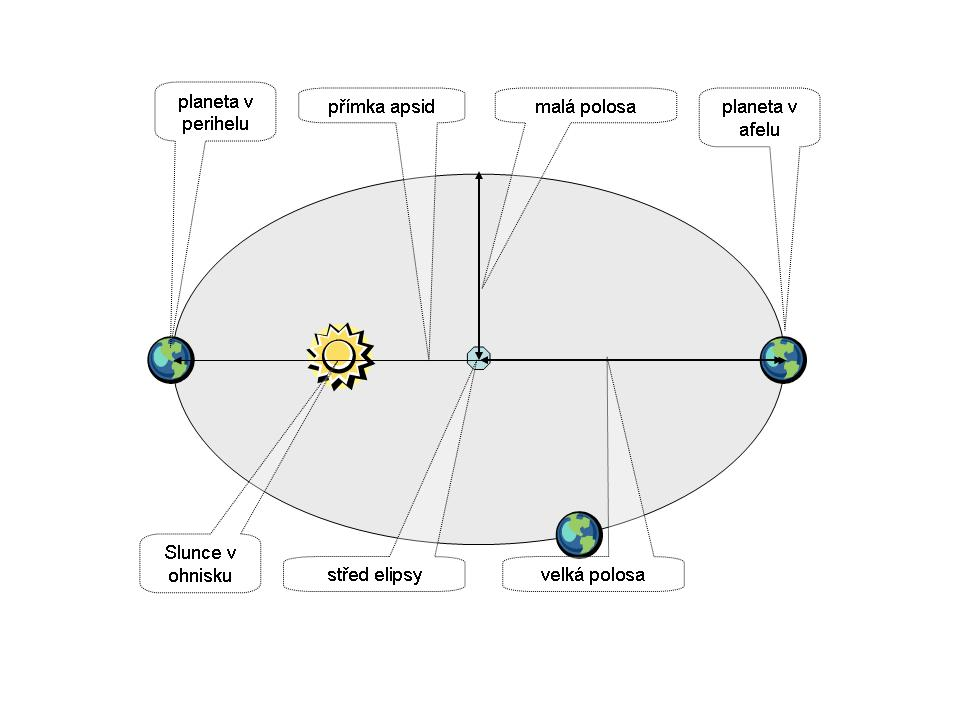
Perihélium

Perihélium (též přísluní či perihel) je nejbližší místo (perifokus) ke Slunci, jímž prochází těleso, které se kolem Slunce pohybuje po kuželosečce.
Pokud těleso kolem Slunce opisuje uzavřenou křivku (zpravidla elipsu), existuje na jeho dráze ještě opačný bod zvaný afélium, ve kterém je od něj nejvíc vzdáleno. Perihélium a afélium tvoří apsidy dráhy. Vzdálenost tělesa od Slunce v perihéliu lze stanovit podle výrazu:
{\displaystyle \mathbf {r_{p}} =\mathbf {a} \cdot \mathbf {(1-e)} },
kde a je velká poloosa a e je excentricita dráhy. Vzdálenost tělesa od Slunce v aféliu je:
{\displaystyle \mathbf {r_{a}} =\mathbf {a} \cdot \mathbf {(1+e)} }. 
Vzdálenost Země od Slunce v perihéliu je zhruba 147×106 km, v aféliu 152×106 km. Mnohem větší excentricitu dráhy mají například komety.
Časový okamžik, kdy těleso prochází na své dráze perihéliem, se nazývá čas přechodu perihéliem. Je jedním z elementů dráhy. Země přechází perihéliem začátkem ledna, v současné době (2025) 4. ledna, dva týdny po zimním slunovratu. Přestože je tedy Země nejblíž Slunci v období zimy na severní polokouli, nemá tento faktor na chod ročních období zásadní vliv, rozhodující je sklon zemské osy. Zimy jsou nicméně díky tomu na severu o něco mírnější než na polokouli jižní, kde během nich nastává afélium. 
Navíc se perihéliem Země pohybuje na své oběžné dráze nejrychleji (což vyplývá z Keplerových zákonů), čímž je zimní období na severní polokouli oproti letnímu zkráceno.
Vlivem poruch (gravitačních vlivů) vyvolaných ostatními planetami nastává stočení perihélia planet.